# Máy khuếch đại điện quay
Máy khuếch đại điện quay, còn gọi là máy phát điện từ trường ngang, máy phát khuếch đại, amplidyne, là một máy phát điện một chiều, có cấu trúc đặc biệt, nhằm tạo ra một đặc tính đặc biệt: đặc tính khuếch đại.
Trong máy khuếch đại điện quay, tín hiệu đầu ra của máy sẽ có biên độ lớn gấp nhiều lần tín hiệu vào.

## Nguyên lý máy khuếch đại điện quay

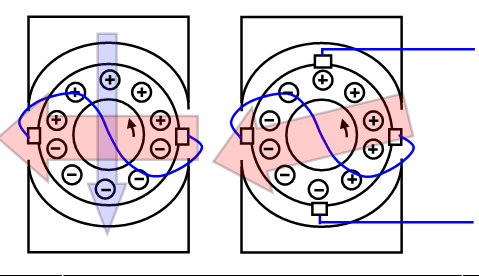

Máy khuếch đại điện quay là một máy phát điện một chiều, có số lượng chổi than Lưu trữ ngày 27 tháng 6 năm 2009 tại Wayback Machine nhiều gấp đôi bình thường. Ngoài các đôi chổi than nằm ở vị trí bình thường như các máy điện khác (tạm gọi là đôi chổi than thứ nhất), còn có các đôi chổi than nằm xen kẽ với chúng (tạm gọi là đôi chổi than thứ hai). Do là một máy phát điện, nó chỉ hoạt động khi có một động cơ sơ cấp kéo nó. Trong các điều kiện bình thường, người ta dùng một động cơ điện để kéo.
Khi cho một dòng điện nhỏ vào cuộn dây stator, nó sẽ sinh ra một từ trường nhỏ theo hướng cực từ chính. Từ trường này sẽ cảm ứng ra các sức điện động trên các thanh dẫn rotor như hình vẽ. Từ đó sản sinh ra điện áp một chiều tại đôi chổi than thứ nhất.
Các chổi than thứ nhất nối ngắn mạch lại với nhau. Do đó tạo ra dòng ngắn mạch. Dòng này khá lớn, và nó tạo ra 1 từ trường thứ hai, thẳng góc với từ trường thứ nhất, và có trị số lớn hơn nhiều. Từ trường tổng hợp sẽ có độ lớn và phương gần bằng từ trường thứ hai. Do nó nằm ngang so với trục cực từ, nên ta gọi là từ trường ngang.
Do đó, đôi chổi than thứ hai thẳng góc với đôi thứ nhất, sẽ tạo ra được một sức điện động lớn hơn nhiều so với từ trường ban đầu.
Máy khuếch đại điện quay có thể tạm coi như 2 máy phát điện, trong đó máy phát thứ 2 được kích thích bằng từ trường do dòng ngắn mạch của máy phát thứ nhất sinh ra. Vì thế chỉ cần một dòng điện rất nhỏ tạo từ trường ban đầu, có thể cho ra một công suất rất lớn ở đầu ra.